# Cyrtoclytus multizonus
Cyrtoclytus multizonus là một loài bọ cánh cứng trong họ Cerambycidae.